# Le Guide de la famille parfaite
Pour plus de détails, voir Fiche technique et Distribution.
Le Guide de la famille parfaite est un film québécois réalisé par Ricardo Trogi paru à l'été 2021.
Le film met en scène une famille qui désire bien paraître dans la société. Cette comédie grand public expose sous une facette humoristique les différents enjeux  parentaux, la difficulté à encadrer un jeune et la « surparentalité », c'est-à-dire la surprotection des parents envers leur enfant. Il évoque le phénomène de la volonté de performance qu'un parent a envers son adolescent et des conséquences que cela apporte. Telles que la dépression, la drogue et l'échec scolaire.

## Synopsis
Le père de famille, Martin (Louis Morissette), a engagé au travail un jeune du nom de Pier-Luc (Jean-Carl Boucher) pour la seule raison que c'était le fils d'un collègue. Ce nouvel employé ne désire pas faire d’effort pour arriver à boucler un contrat : « je ne fonctionne pas à la pression». Il est habité par le sentiment de performance, mais il déteste se retrouver avec une charge de travail élevée et il n’accepte aucune représailles de son supérieur. Martin doit renoncer à une importante promotion à la suite de la perte d'un important contrat sous la responsabilité de son nouvel employé.
Rose (Émilie Bierre), après ses heures de cours, se fait constamment rappeler par son père de ne pas oublier ses pratiques de danse, de hockey et ses séances de tutorats. Il lui rappelle que « le secondaire quatre est l'année la plus importante » et qu'elle doit la réussir si « elle ne désire pas finir ses jours comme caissière dans un dépanneur».
La pression que ressent Rose fait en sorte qu'elle consomme et échange de la drogue contre des examens des années antérieures afin de satisfaire les désirs de performance scolaire de son père.
À l'approche de ses examens finaux, Martin propose à Rose de partir pour la fin de semaine visiter ses grands-parents. Se retrouvant en forêt près d'un lac et il espère renouer avec sa fille. Lors d'une activité qui commence du bon pied un conflit éclate, donnant la possibilité à Rose d'affirmer qu'elle ne se sent jamais à la hauteur de ses aspirations.
Lors de leur retour en ville, elle part vivre chez sa mère Caroline (Isabelle Guérard). Lors d'une soirée mère-fille, Rose revient seule à l'appartement où elles résident. Triste et désespérée, elle boit une bouteille de vin et consomme un pot de pilules trouvé dans une armoire. Le lendemain matin, Caroline retrouve sa fille étalée au sol, inconsciente, dans la salle de bain.

## Fiche technique
- Titre original : Le Guide de la famille parfaite
- Réalisation : Ricardo Trogi
- Scénario : Louis Morissette, Jean-François Léger, François Avard
- Production : Félize Frappier, Louis-Philippe Drolet
- Producteur exécutif : Louis Morissette
- Prod. déléguée & Dir. de production : Marie-Claude Beaulieu
- Société de production : K.O. 24 avec la participation financière de Téléfilm Canada, SODEC, Le Fonds Harold Greenberg, crédits d'impôt fédéraux et provinciaux, avec la collaboration du Fonds Québecor
- Distribution : Les Films Opale, Netflix
- Premier assistant à la réalisation : Bernard Chabot
- Conception sonore : Martin Pinsonnault, Anton Fischlin
- Costumes : Anne-Karine Gauthier
- Direction artistique : Jules Ricard
- Décorateur : Normand Robitaille
- Distribution des rôles : Catherine Didelot
- Mixage : Luc Boudrias
- Montage images : Yvann Thibaudeau
- Musique : Frédéric Bégin
- Photographie : Geneviève Perron
- Preneur de son : Martin Desmarais
- Genre : Comédie dramatique[3]
- Origine : Québec, 2020[3]
- Durée : 101 minutes[3]
- Langue V.O. : Français[3]
- Visa : Général[3]
- Première : 12 juillet 2021[3]
- Sortie en salles : 14 juillet 2021[3]
- Tournage : du 9 septembre au 20 octobre 2019 à Montréal et ses environs[3]
- Budget approximatif : 5 M$[3]
- Pays d'origine :  Canada

## Distribution
- Louis Morissette : Martin Dubois
- Émilie Bierre : Rose Dubois
- Catherine Chabot : Marie-Soleil Blouin
- Xavier Lebel : Mathis Dubois
- Isabelle Guérard : Caroline
- Gilles Renaud : Robert Dubois
- Alexandre Goyette : Stéphane Dubois
- Jean-Carl Boucher : Pierre-Luc Roy
- Louise Portal : Monique Dubois
- Geneviève Laroche : Myriam
- Kathleen Fortin : Isabelle Rochon
- Monika Pilon : Chloé, mère #1
- Jean-François Boudreau : Frédéric Roy
- Stéphane Breton : Benoit
- Bianca Bellange : Geneviève
- Alexandrine Agostini : Lyne Blouin
- Daniel Parent : psychologue

## Production

### Genèse
Le Guide de la famille parfaite est une comédie dramatique réalisée par Ricardo Trogi, sur un scénario de Louis Morissette, Jean-François Léger et François Avard. Louis Morissette a été inspiré par l'image que les gens ont des autres et des différences entre les perceptions et la réalité : « Moi, l'image, ça m’obsède. Probablement parce que je vis aussi dans l’œil du public et que je la vois bien la différence entre ce que je suis et la perception que les gens ont de moi, de ma famille, de mon couple. Ça me fait bien rire ce décalage entre l’image et la vraie vie. Ça reste mon thème de prédilection. »  Lors de la rédaction du scénario, les trois auteurs ont eu de la difficulté à choisir sur quel personnage l'histoire allait être bâtie : « On peut traiter le sujet de bien des points de vue, j’ai fait une version de scénario avec Jean-François Léger et François Avard où il y avait une plus grande place donnée à Rose, après il y avait une version où Marie-Soleil (la conjointe de Martin et belle-mère de Rose, interprétée par Catherine Chabot) avait plus de place. Un moment donné, c’est comme si on s’égarait un petit peu. Alors on a recentré ça autour du personnage du père. Juste la position de Marie-Soleil pourrait donner un autre film, la position de Rose aussi. C’est ça le défi : sur toutes ces variations du thème, c’est quoi la position qu’on prend. Ça va être quoi notre colonne vertébrale et on a décidé de le voir du point de vue du père qui pousse trop et qui élève son enfant comme son prochain trophée. »

### Réalisation
Le réalisateur Ricardo Trogi a été convaincue de participer au projet de Louis Morissette, car le sujet du film l'intéressait particulièrement : « C'est le sujet qui est venu me chercher. Il y a des trucs que Louis [Morissette] a écrit qui sont moins dans mes cordes. Si ça ne marchait pas, je ne le ferais pas. Là, c’est que le sujet est tellement proche de moi que c’était difficile de dire non. » Le septième long métrage de Ricardo Trogi a été tourné au Québec durant la pandémie de pandémie de Covid-19.

### Musique
Musique originale composée et interprétée par Frédéric Bégin.
| N°  | Titre                |
| --- | -------------------- |
| 1.  | Soleil Soleil        |
| 2.  | Calvaire             |
| 3.  | Mémo                 |
| 4.  | Circles              |
| 5.  | Doo Wop              |
| 6.  | Ride or Die          |
| 7.  | Fille de personne II |
| 8.  | N'importe quoi       |
| 9.  | Faufile              |
| 10. | Bad Guy              |
| 11. | Batshit              |
| 12. | Love                 |

## Accueil

### Sortie au cinéma
Prévue initialement au courant de l'été 2020, la sortie du film doit être repoussée d'un an en raison de la pandémie de Covid-19 et des mesures sanitaires mises en place au Québec durant cette période. Finalement, le film sort le 14 juillet 2021 au Québec et a droit à une sortie simultanée à l'internationale en VOD (Netflix).

### Accueil critique
Sur le site de Allociné, le film récolte une note moyenne de 2,4/5 pour 52 critiques. Sur Cinoche.com il obtient une note moyenne de 3/5, ce qui est considéré comme étant « bon ». Sur le site de Cinema Clock, il obtient une note de 8,1/10 pour 123 critiques.

#### Dans la presse francophone
Selon Maxime Demers du Journal de Montréal, ce film « se révèle un solide divertissement ».

### Box-office
Après sa deuxième fin de semaine en salle, le film était au sommet du box-office québécois. Avec 965 953 $ de recettes en deux semaines, il dépassait Black Widow et Space Jam : Nouvelle Ère. Le film a accompli cet exploit durant la pandémie de Covid-19 où les salles de cinéma étaient à seulement 50-60% de leur capacité totale au Québec.